# Hydro-Vacuum
Hydro-Vacuum S.A. – posiadający ok. 60% rynku krajowego polski producent pomp i systemów pompowych z siedzibą w Grudziądzu. Spółki zależne od HV S.A. Grudziądz to: Zakład Produkcyjno-Usługowy Hydro-Vacuum Wąbrzeźno Sp. z o. o, TOV Hydro-Vacuum Ukraina.

## Historia Hydro-Vacuum S.A. (wcześniej Herzfeld & Victorius)

### Okres 1862–1920
- 1862 – Joseph Herzfeld (1832–1898) i Carl Victorius (1832–1906) zakładają kuźnię
- 1886 – W rozrastającej się firmie otwarto nową emaliernię odlewanych naczyń żeliwnych
- 1911 – Budowa filii zakładu i osiedla robotniczego w podgrudziądzkiej wsi wtedy, Mniszku; HV produkują: odlewy, odkuwki, kotły, kotły oraz armaturę
- 1912 – zakończono budowę reprezentacyjnego biurowca zakładu w centrum miasta

### Okres 1920–1939
- 1920 – fabryka zostaje przejęta przez Polaków i utworzono Towarzystwo Akcyjne. Właścicielem większościowym był Zbigniew Jagodziński.
- 1924 – rozpoczęto produkcję wanien emaliowanych
- 1932 – przejęcie wszystkich akcji Odlewni Żelaza i Emalierni „SŁOWIANIN” S.A. w Końskich
- 1933 – unowocześnienie produkcji w oparciu o licencje firmy Junker & Ruh (zakład produkuje m.in. kuchenki węglowe); zakupienie licencji od Siemens & Hinsch na produkcję pomp wodnych
- 1935 – rozpoczęcie produkcji pomp
- 1938 – tuż przed wojną do oferty wprowadzono chłodziarki ARTIKS na licencji AEG

### Okres 1939–1945
- 1939 – produkcja pomp głębinowych; wraz z rozpoczęciem wojny produkcja pomp została przerwana a firma została przejęta przez Junker & Ruh
- 1939–1945 uruchomiono produkcję uzbrojenia w tym części do rakiet V1 (zob. broń V, Fieseler Fi 103, niem. Vergeltungswaffe-1), oraz lawety do hałbic i przyczepę IF-8

### Okres 1945–2012
- 1945 – podjęto decyzje o odbudowie zakładu
- 1947 – kierownictwo samodzielnie podjęło decyzję o wznowieniu produkcji pomp
- 1948 – firmę Herzfeld & Victorius znacjonalizowano i nadano nową nazwę „Pomorska Odlewnia i Emaliernia”
- 1965 – zakup licencji technologii firmy Shaw
- 1970 – rozbudowa zakładu w Mniszku; powstaje odlewnia wanien i zlewozmywaków
- 1976 – zorganizowano 1-dniowy strajk przeciw podwyżkom cen – pierwsze w regionie toruńskim zorganizowane wystąpienie przeciw władzom PRL[2]
- 13 XII 1981 – fabryka została zmilitaryzowana; internowano zakładowych działaczy „S”: Elżbietę Choszcz, Janusza Duszyńskiego, Eugeniusza Feldmana, M. Kukułę, A. Krauzego, Brunona Nagla, Henryka Ostrowskiego, Grzegorza Szeferskiego, Jerzego Piechowskiego i E. Zadrożyńskiego[2]
- 1992 – zmiana ustroju przyniosła zmiany w zakładzie; POiE przekształcono w spółkę jednoosobową skarbu państwa i nadano nazwę Hydro-Vacuum S.A.
- 1994 – uzyskanie certyfikatu jakości norm ISO
- 1997 – wydzielenie mniejszych spółek zależnych od HV S.A.
- 2010 – utworzenie spółki Hydro-Vacuum Ukraina Sp. z o.o. z siedzibą w Kijowie
- 2012 – HV obchodziło istnienie 150-lecie zakładu

## Klub Sportowy STAL
W 1948 roku staraniem pracowników POiE do życia klub sportowy „STAL”. Pierwsze sekcje sportowe to:
- piłki nożnej
- piłki ręcznej
- piłki siatkowej
- piłki koszykowej
- boksu
- zapasów i podnoszenia ciężarów

W 1953 utworzono sekcję lekkoatletyczną, a w trzy lata później ją zlikwidowano. W latach 1957–1968 klub przeżywał duży rozkwit swej działalności. Z istniejących sekcji zakończyły działalność sekcja piłki ręcznej i zapasów. W to miejsce powołano sekcję pływacką i żeglarską. Dokonano fuzji sekcji bokserskich pomiędzy STALĄ a Stomilem Grudziądz i przeniesiono całą grupę do Stomilu. 1970 zlikwidowano sekcję pływacką z powodu braku krytego basenu. W 1976 roku dzięki podpisaniu umowy partnerskiej pomiędzy trzema największymi zakładami (Agromet Unia; Warma i POiE) utworzono klub międzyzakładowy